# Copa do Mundo CONIFA de 2014
A Copa do Mundo ConIFA de 2014 foi a primeira edição da Copa do Mundo ConIFA, um torneio internacional de futebol para os estados, minorias, povos sem estado e regiões não afiliados à FIFA, organizado pela ConIFA e uma sucessora da Copa do Mundo VIVA, realizada pela última vez em 2012. O torneio foi disputado na região da Lapônia, com todos os jogos realizados na cidade de Östersund, Suécia.

## Sede
Em maio de 2013 a ConIFA anunciou que a Lapônia tinha sido escolhido para sediar a Copa do Mundo ConIFA em Östersund, na Suécia. Seria um torneio para convidados disputado entre 1 e 8 de junho de 2014, com todas as partidas sendo realizadas no Jämtkraft Arena, com capacidade para 5 092 pessoas.
| Östersund                          |
| ---------------------------------- |
| Jämtkraft Arena                    |
|                                    |
| 63° 11′ 41,47″ N, 14° 39′ 21,05″ L |
| Capacidade: 6 626                  |
| Östersund                          |

## Participantes
Doze equipes participaram do torneio. A Catalunha e a Ilha de Páscoa foram convidados a participarem da competição, mas no final não quiseram ou se retiraram.
As doze equipes participantes foram divididas em quatro grupos de três equipes para a fase de grupos. Para o sorteio, as equipes foram organizadas em três potes. O sorteio foi feito pelo presidente mundial da ConIFA Per-Anders Blind em Östersund, no dia 24 de março de 2014.
| Pote 1                                     | Pote 2                                    | Pote 3                                           |
| ------------------------------------------ | ----------------------------------------- | ------------------------------------------------ |
| - Curdistão - Padânia - Lapônia - Zanzibar | - Arameus - Artsaque - Occitânia - Quebec | - Abecásia - Darfur - Ellan Vannin - Tamil Eelam |

Das doze equipes convidadas, oito haviam participado anteriormente da Copa do Mundo VIVA.

## Desistências
O sorteio inicialmente colocava Quebec no Grupo C e Zanzibar no Grupo D. No entanto, em maio de 2014, foi anunciado que tanto Quebec quanto Zanzibar tinham se retirado do torneio. A equipe de Quebec tinha se filiado à Federação de futebol do Quebec, com a intenção de que a FSQ eventualmente se candidataria a membro da CONCACAF. Para este fim, a equipe só jogaria jogos internacionais contra equipes nacionais principais, que são membros tanto da CONCACAF como da FIFA, e deixaria de disputar as competições de futebol independente da FIFA. A equipe de Zanzibar não conseguiu obter o visto para entrar na Suécia e foram assim, forçados a abandonar o torneio. No lugar de Quebec foi convidado a Ossétia do Sul, enquanto Zanzibar foi substituído pelo Condado de Nice.

## Tabela

### Fase de grupos
| Legenda das tabelas de grupos | Legenda das tabelas de grupos             |
| ----------------------------- | ----------------------------------------- |
|                               | Equipes classificadas às quartas de final |

### Grupo A
| Time        | Pts | J | V | E | D | GP | GC | SG  |
| ----------- | --- | - | - | - | - | -- | -- | --- |
| Arameus     | 6   | 2 | 2 | 0 | 0 | 4  | 1  | +3  |
| Curdistão   | 3   | 2 | 1 | 0 | 1 | 10 | 2  | +8  |
| Tamil Eelam | 0   | 2 | 0 | 0 | 2 | 0  | 11 | −11 |

| 1 de junho  | Curdistão          | 1 – 2 | Arameus                               | Jämtkraft Arena, Östersund |
| 13:00 (CET) | Younis Shakour 38' |       | 77' Musa Karli · 83' Mattias Candemir |                            |

| 2 de junho  | Tamil Eelam | 0 – 2 | Arameus                          | Jämtkraft Arena, Östersund |
| 10:00 (CET) |             |       | 36' Marco Aydin · 48' Musa Karli |                            |

| 3 de junho  | Tamil Eelam | 0 – 9 | Curdistão                                                                                           | Jämtkraft Arena, Östersund |
| 10:00 (CET) |             |       | 17' Aras · 23', 35' Ahmed · 28' Younes · 31' Nechirvan Shukri · Ali · 62', 86', 90+4' Farhan Shakor |                            |

### Grupo B
| Time      | Pts | J | V | E | D | GP | GC | SG |
| --------- | --- | - | - | - | - | -- | -- | -- |
| Abecásia  | 4   | 2 | 1 | 1 | 0 | 3  | 2  | +1 |
| Occitânia | 4   | 2 | 1 | 0 | 0 | 2  | 1  | +1 |
| Lapônia   | 0   | 2 | 0 | 0 | 2 | 1  | 3  | −2 |

| 1 de junho  | Abecásia                    | 1 – 1 | Occitânia          | Jämtkraft Arena, Östersund |
| 16:00 (CET) | Gerome Hernandez 83' (g.c.) |       | 68' Brice Martinez |                            |

| 2 de junho  | Abecásia                               | 2 – 1 | Lapônia              | Jämtkraft Arena, Östersund |
| 16:00 (CET) | Amal Vardania 19' · Vladimir Argun 72' |       | 51' Jirijoonas Kanth |                            |

| 3 de junho  | Occitânia              | 1 – 0 | Lapônia | Jämtkraft Arena, Östersund |
| 16:00 (CET) | Guillaume Lafuente 47' |       |         |                            |

### Grupo C
| Time           | Pts | J | V | E | D | GP | GC | SG  |
| -------------- | --- | - | - | - | - | -- | -- | --- |
| Padânia        | 6   | 2 | 2 | 0 | 0 | 23 | 1  | +22 |
| Ossétia do Sul | 3   | 2 | 1 | 0 | 1 | 20 | 3  | +17 |
| Darfur         | 0   | 2 | 0 | 0 | 2 | 0  | 39 | −39 |

| 1 de junho  | Darfur | 0 – 20 | Padânia | Jämtkraft Arena, Östersund |
| 10:00 (CET) |        |        | 2', 13', 24' Marco Garavelli · 4', 10', 27', 39' Giacomo Innocenti · 11', 26' Andrea Rota · 16' Mauro Nannini · 49', 57', 82', 87' ←(GOL ANULADO POR IMPEDIMENTO) Matteo Prandelli · 50', 54' Enoch Barwuah · 45' ←(Segundo Tempo), 62', 64', 70', 90' Andrea Mussi |                            |

| 2 de junho  | Darfur | 0 – 19 | Ossétia do Sul | Jämtkraft Arena, Östersund |
| 13:00 (CET) |        |        | 10' 39', 42', 62', 75', 76', 82', 88', Artur Elbaev · 13', 40' Vladimir Salbiev · 45' Romeo Kobaladze · 56', 59', 70', 79', 90' Rustam Khutiev · 63' Taimuraz Kudziev · 68' Georgi Kulov · 90+1' Murat Tskhovrebov |                            |

| 3 de junho  | Ossétia do Sul   | 1 – 3 | Padânia                                                    | Jämtkraft Arena, Östersund |
| 13:00 (CET) | Artur Elbaev 46' |       | 6' Giacomo Innocenti · 37'Andrea Mussi · 86' Enoch Barwuah |                            |

### Grupo D
| Time            | Pts | J | V | E | D | GP | GC | SG |
| --------------- | --- | - | - | - | - | -- | -- | -- |
| Ellan Vannin    | 6   | 2 | 2 | 0 | 0 | 7  | 4  | +3 |
| Condado de Nice | 3   | 2 | 1 | 0 | 1 | 3  | 4  | −1 |
| Artsaque        | 0   | 2 | 0 | 0 | 2 | 2  | 4  | −2 |

| 1 de junho  | Ellan Vannin                                            | 3 – 2 | Artsaque                 | Jämtkraft Arena, Östersund |
| 19:00 (CET) | Ciaran McNulty 41' · Antony Moore 88' · Frank Jones 90' |       | 27', 31' Mihran Manasyan |                            |

| 2 de junho  | Ellan Vannin                                    | 4 – 2 | Condado de Nice                          | Jämtkraft Arena, Östersund |
| 19:00 (CET) | Calum Morrissey 16', 31', 35' · Daniel Bell 87' |       | 37' Frank Delerue · 74' Malik Tchokounte |                            |

| 3 de junho  | Artsaque | 0 – 1 | Condado de Nice    | Jämtkraft Arena, Östersund |
| 19:00 (CET) |          |       | 7' Olivier Sborgni |                            |

### Fase final
|  | Quartas de final       | Quartas de final       |                        |         | Semifinais     | Semifinais     |  |  | Final                  | Final |
|  |                        |                        |                        |         |                |                |  |  |                        |       |
|  | 4 de junho – Östersund |                        |                        |         |                |                |  |  |                        |       |
|  |                        |                        |                        |         |                |                |  |  |                        |       |
|  | Padânia                | 1                      |                        |         |                |                |  |  |                        |       |
|  | Padânia                | 1                      | 6 de junho – Östersund |         |                |                |  |  |                        |       |
|  | Condado de Nice        | 2                      |                        |         |                |                |  |  |                        |       |
|  | Condado de Nice        | 2                      | Condado de Nice        | 3       |                |                |  |  |                        |       |
|  | 4 de junho – Östersund |                        | Condado de Nice        | 3       |                |                |  |  |                        |       |
|  |                        | Ossétia do Sul         | 0                      |         |                |                |  |  |                        |       |
|  | Abecásia               | Ossétia do Sul         | 0                      | 0 (0)   |                |                |  |  |                        |       |
|  | Abecásia               |                        | 8 de junho – Östersund | 0 (0)   |                |                |  |  |                        |       |
|  | Ossétia do Sul         | 0 (2)                  |                        |         |                |                |  |  |                        |       |
|  | Ossétia do Sul         | 0 (2)                  | Condado de Nice        | 0 (5)   |                |                |  |  |                        |       |
|  | 4 de junho – Östersund |                        | Condado de Nice        | 0 (5)   |                |                |  |  |                        |       |
|  |                        | Ellan Vannin           | 0 (3)                  |         |                |                |  |  |                        |       |
|  | Arameus                | Ellan Vannin           | 0 (3)                  | 0 (7)   |                |                |  |  |                        |       |
|  | Arameus                | 6 de junho – Östersund |                        | 0 (7)   |                |                |  |  |                        |       |
|  | Occitânia              | 0 (6)                  |                        |         |                |                |  |  |                        |       |
|  | Occitânia              | 0 (6)                  | Arameus                | 1       | Terceiro lugar | Terceiro lugar |  |  |                        |       |
|  | 4 de junho – Östersund |                        | Arameus                | 1       | Terceiro lugar | Terceiro lugar |  |  |                        |       |
|  |                        | Ellan Vannin           | 4                      |         |                |                |  |  |                        |       |
|  | Ellan Vannin           | Ellan Vannin           | 4                      | 1 (4)   | Ossétia do Sul | 1              |  |  |                        |       |
|  | Ellan Vannin           |                        |                        | 1 (4)   | Ossétia do Sul | 1              |  |  |                        |       |
|  | Curdistão              | 1 (2)                  |                        | Arameus | 4              |                |  |  |                        |       |
|  | Curdistão              | 1 (2)                  |                        |         | 4              |                |  |  |                        |       |
|  |                        |                        |                        |         |                |                |  |  | 8 de junho – Östersund |       |
|  |                        |                        |                        |         |                |                |  |  |                        |       |

Nota: em negrito os times classificados em cada fase.

#### Quartas de Final
| 4 de junho de 2014 | Padânia              | 1 - 2 | Condado de Nice                         | Jämtkraft Arena, Östersund |
| 10:00 (CET)        | Andrea Camussi 45+1' |       | Loïc Malatini 8' · Malik Tchokounte 85' |                            |

| 4 de junho de 2014 | Abecásia | 0 - 0 | Ossétia do Sul | Jämtkraft Arena, Östersund |
| 13:00 (CET)        |          |       |                |                            |

|                                                           |       | Penalidades                                                     |  |
| Akhmat Agrba Sandrik Tsveyba Dmitri Akhba Georgij Zhanava | 0 - 2 | Alan Khadarzev David Siukaev Taimuraz Karatsev Taimuraz Kudziev |  |

| 4 de junho de 2014 | Arameus | 0 - 0 | Occitânia | Jämtkraft Arena, Östersund |
| 16:00 (CET)        |         |       |           |                            |

|                                                                                         |       | Penalidades                                                                                |  |
| Lukas Can Thomas Can Mattias Candemir Rabi Mourad Andreas David Marco Aydin Jakob Sauma | 7 - 6 | Brice Martinez Ronald Rodas Vivian Dors Pierre Bru Nabil Moussi Nicolas Dubois Joel Congré |  |

| 4 de junho de 2014 | Ellan Vannin       | 1 - 1 | Curdistão         | Jämtkraft Arena, Östersund |
| 19:00 (CET)        | Seamus Sharkey 80' |       | Khaled Mushir 23' |                            |

|                                                         |       | Penalidades                                               |  |
| Ciaran McNulty Calum Morrissey Chris Bass Jr Jack McVey | 4 - 2 | Khaled Mushir Sherzad Mohammed Younis Shakour Ahmed Salar |  |

#### Semifinais
| 6 de junho de 2014 | Condado de Nice                            | 3 - 0 | Ossétia do Sul | Jämtkraft Arena, Östersund |
| 16:00 (CET)        | Malik Tchokounte 3', 28' · Kevin Puyoo 85' |       |                |                            |

| 6 de junho de 2014 | Arameus        | 1 - 4 | Ellan Vannin                                                              | Jämtkraft Arena, Östersund |
| 19:00 (CET)        | Rabi Mourad 9' |       | Frank Jones 23' · Jack McVey 60' · Chris Bass Jr 70' · Ciaran McNulty 72' |                            |

#### Decisão do 3° Lugar
| 8 de junho de 2014 | Ossétia do Sul      | 1 - 4 | Arameus                                       | Jämtkraft Arena, Östersund |
| 10:00 (CET)        | David Siukaev 90+2' |       | George Kacho 9', 24', 73' · Volkan Percin 47' |                            |

#### Final
| 8 de junho de 2014 | Condado de Nice | 0 - 0 | Ellan Vannin | Jämtkraft Arena, Östersund |
| 13:00 (CET)        |                 |       |              |                            |

|                                                                         |       | Penalidades                                         |  |
| Gilles Noto Baptiste Delfino Loic Malitini Frank Delerue Hichem Ferreri | 5 - 3 | Ciaran McNulty Calum Morrisey Chris Bass Jack McVey |  |

### Fases de colocação
| Primeira Fase          | Primeira Fase          | Segunda Fase           | Segunda Fase           |             | Classificação | Classificação |
| ---------------------- | ---------------------- | ---------------------- | ---------------------- | ----------- | ------------- | ------------- |
| 5 de Junho – Östersund | 5 de Junho – Östersund | 7 de Junho – Östersund | 7 de Junho – Östersund | Padânia     | 5º lugar      |               |
| Tamil Eelam            | 2                      | Tamil Eelam            | 10                     | Curdistão   | 6º lugar      |               |
| Lapônia                | 4                      | Darfur                 | 0                      | Occitânia   | 7º lugar      |               |
| 5 de Junho – Östersund | 5 de Junho – Östersund | 7 de Junho - Östersund | 7 de Junho - Östersund | Abecásia    | 8º lugar      |               |
| Darfur                 | 0                      | Lapônia                | 1                      | Artsaque    | 9º lugar      |               |
| Artsaque               | 12                     | Artsaque               | 5                      | Lapônia     | 10º lugar     |               |
| 5 de Junho - Östersund | 5 de Junho - Östersund | 7 de Junho - Östersund | 7 de Junho - Östersund | Tamil Eelam | 11º lugar     |               |
| Padânia                | 3 (4)                  | Abecásia               | 0                      | Darfur      | 12º lugar     |               |
| Abecásia               | 3 (2)                  | Occitânia              | 1                      |             |               |               |
| 5 de Junho - Östersund | 5 de Junho - Östersund | 7 de Junho - Östersund | 7 de Junho - Östersund |             |               |               |
| Occitânia              | 2 (4)                  | Padânia                | 1 (4)                  |             |               |               |
| Curdistão              | 2 (5)                  | Curdistão              | 1 (3)                  |             |               |               |

#### Primeira Fase
| 5 de junho de 2014 | Tamil Eelam               | 2 - 4 | Lapônia                                   | Jämtkraft Arena, Östersund |
| 10:00 (CET)        | Prashanth Ragvan 55', 77' |       | Steffen Dreyer 58', 66', ??' · 79' (g.c.) |                            |

| 5 de junho de 2014 | Darfur | 0 - 12 | Artsaque | Jämtkraft Arena, Östersund |
| 13:00 (CET)        |        |        | Gevorg Nranyan 7', 24', 45', 75' · Norayr Gyozalyan 22', 39', 54', 74' · Grigoryan 33', 42' · Samvuel Karapetyan 69' · Aram Bareghamyan 90+2' |                            |

| 5 de junho de 2014 | Padânia                                                     | 3 - 3 | Abecásia                                  | Jämtkraft Arena, Östersund |
| 16:00 (CET)        | Luca Mosti 41' · Enoch Barwuah 48' · Matteo Prandelli 90+1' |       | Amal Vardania 60', 62' · Dmitri Akhba 86' |                            |

|                                                                      |       | Penalidades                                                        |  |
| Andrea Rota Luca Mosti Stefano Tignonsini Mauro Nannini Andrea Mussi | 4 - 2 | Ruslan Adzhindzhal Alen Ardzheniya Astamur Tarba Aleksandr Khoklov |  |

| 5 de junho de 2014 | Occitânia            | 2 - 2 | Curdistão                     | Jämtkraft Arena, Östersund |
| 19:00 (CET)        | Vivian Dors 41', 47' |       | Farhan Shakor 19' · Ahmed 76' |                            |

|                                                                 |       | Penalidades                                                      |  |
| Brice Martinez Ronald Rodas Vivian Dors Pierre Bru Nabil Moussi | 4 - 5 | Younis Shakour Nechirvan Shukri Dozhgahr Nechjrvan Khaled Mushir |  |

#### Segunda Fase
| 7 de junho de 2014 | Tamil Eelam | 10 - 0 | Darfur | Jämtkraft Arena, Östersund |
| 10:00 (CET)        | Gvinthan Navaneethakrishnan 2', 10' · Mayooran Jeganthan 8' · Prashanth Ragvan 16', 69', ??' · Gajendran Balamurali 53' · Prasanth Vigneswararajah 73' · Christman Gunasingham 81', 89' |        |        |                            |

| 7 de junho de 2014 | Lapônia            | 1 - 5 | Artsaque                                                                   | Jämtkraft Arena, Östersund |
| 13:00 (CET)        | Arle Ivar Ring 68' |       | Gevorg Poghosyan 30', 83' · Mihran Manasyan 32', 52' · Armen Petrosyan 64' |                            |

| 7 de junho de 2014 | Abecásia | 0 - 1 | Occitânia            | Jämtkraft Arena, Östersund |
| 16:00 (CET)        |          |       | Gerome Hernandez 78' |                            |

| 7 de junho de 2014 | Padânia         | 1 - 1 | Curdistão | Jämtkraft Arena, Östersund |
| 19:00 (CET)        | Andrea Rota 64' |       |           |                            |

|  |       | Penalidades |
|  | 4 - 3 |             |

## Premiação
| Copa do Mundo ConIFA de 2014        |
| ----------------------------------- |
| Condado de Nice Campeão (1º título) |

## Classificação final
| Pos                             | Equipe          | Pts | J | V | E | D | GP | GC | SG  | Ap    |
| ------------------------------- | --------------- | --- | - | - | - | - | -- | -- | --- | ----- |
| 1                               | Condado de Nice | 10  | 5 | 3 | 1 | 1 | 8  | 5  | +3  | 66.7% |
| 2                               | Ellan Vannin    | 11  | 5 | 3 | 2 | 0 | 12 | 6  | +6  | 73.3% |
| 3                               | Arameus         | 10  | 5 | 3 | 1 | 1 | 9  | 6  | +3  | 66.7% |
| 4                               | Ossétia do Sul  | 4   | 5 | 1 | 1 | 3 | 23 | 10 | +13 | 26.7% |
| Eliminados nas Quartas de final |                 |     |   |   |   |   |    |    |     |       |
| 5                               | Padânia         | 8   | 5 | 2 | 2 | 1 | 28 | 7  | +21 | 53.3% |
| 6                               | Curdistão       | 6   | 5 | 1 | 3 | 1 | 14 | 6  | +8  | 40.0% |
| 7                               | Occitânia       | 9   | 5 | 2 | 3 | 0 | 5  | 3  | +2  | 60.0% |
| 8                               | Abecásia        | 6   | 5 | 1 | 3 | 1 | 6  | 6  | 0   | 40.0% |
| Eliminados na fase de grupos    |                 |     |   |   |   |   |    |    |     |       |
| 9                               | Artsaque        | 6   | 4 | 2 | 0 | 2 | 19 | 5  | +14 | 50.0% |
| 10                              | Lapônia         | 3   | 4 | 1 | 0 | 3 | 6  | 10 | −4  | 25.0% |
| 11                              | Tamil Eelam     | 3   | 4 | 1 | 0 | 3 | 12 | 15 | −3  | 25.0% |
| 12                              | Darfur          | 0   | 4 | 0 | 0 | 4 | 0  | 61 | −61 | 0.0%  |